# استوکوو
استوکوو (به لاتین: Stukovo) یک منطقهٔ مسکونی در روسیه است که در سرزمین آلتای واقع شده‌است.